# EHC Bayreuth
L'EHC Bayreuth est un club allemand de hockey sur glace basé à Bayreuth.

## Histoire
Créé en 1949, le VfB Bayreuth est entraîné en 1956 par Kurt Loydl. Il joue sur une patinoire naturelle. L'équipe joue en ligue de district puis, pour la saison 1960-1961, dans la ligue de Haute-Franconie. En 1961, l'association prévoit de créer une patinoire artificielle, mais le projet échoue en raison du manque de soutien de la ville. En 1963, la section de hockey est dissoute. Le club principal de hockey reste en 1969 le BSV Bayreuth 1898.
Grâce à son titre de champion de la Ligue de hockey de Bavière lors de la saison 1979-1980, le SV Bayreuth ("Schwimmverein Bayreuth", "Club de natation de Bayreuth") accède en Regionalliga, la quatrième division du hockey allemand, puis, lors de la saison 1983-1984, la 2. Bundesliga. Après deux saisons, l'équipe atteint la Bundesliga. Le promu ne tient qu'une saison. À cause du budget important et des risques financiers, le club de hockey devient indépendant lors de la saison 1988-1989 et prend le nom de "Schlittschuhverein Bayreuth".
À l'été 1994, le SV Bayreuth se donne l'objectif de revenir en 2. Bundesliga. L'ESV Bayreuth qui lui succède démarre au plus bas niveau de la ligue bavaroise. En 1997, l'ESV atteint le plus haut niveau régional puis l'Oberliga. Pour la saison 2001-2002, le club tente de devenir une GmbH, mais c'est un désastre financier, en 2003 elle se déclare en insolvabilité.
Après un premier accord de licence en Oberliga pour la saison 2004-2005, celle de la saison suivante est donnée au dernier moment. Le 29 novembre 2005, le conseil d'administration du club doit faire face à une demande d'ouverture d'une procédure d'insolvabilité provisoire par l'Amtsgericht de Bayreuth. L'équipe des jeunes est soutenue jusqu'à la fin de saison grâce au bénévolat et des dons privés.
Afin de pouvoir maintenir cette équipe espoir, une nouvelle équipe, l'"EHC Bayreuth "Die Tigers" e.V.", est créée au printemps 2006. Elle fait sa première saison en cinquième division régionale. Dès la saison 2008-2009, elle atteint la Ligue de hockey de Bavière. En tant que champion de Bavière, les Tigres se qualifient pour la saison 2013-2014 d'Oberliga.

## Entraîneurs
| SV Bayreuth             |           |
| Nom                     | Saison(s) |
| Fritz Schiller          | 1976–1978 |
| Gerhard Schmid          | 1978–1982 |
| Pavel Krivonozka        | 1982–1984 |
| Billy Flynn             | 1984–1985 |
| Tibor Vozar, Mike Daski | 1985–1986 |
| Ulf Sterner             | 1986–1987 |
| Danny Lawson            | 1987–1988 |
| Hans Zach               | 1988–1990 |
| Paul Sommer             | 1990–1992 |
| Dr. Richard Pergl       | 1992–1993 |

| ESV Bayreuth                  |           |
| Nom                           | Saison(s) |
| Bohuslav Ebermann Paul Sommer | 1999–2000 |
| Rico Rossi                    | 2000–2001 |
| Doug Irwin                    | 2002–2004 |
| Joe West                      | 2004      |
| Stefan Kagerer                | 2004–2005 |

| EHC Bayreuth     |             |
| Nom              | Saison(s)   |
| Marco Zimmermann | 2006–2007   |
| Markus Weingran  | 2007-2009   |
| John Noob        | 2009–2010   |
| Sergej Čudinov   | 2010–2011   |
| Knut Pleger      | 2011        |
| Sergej Waßmiller | Depuis 2012 |

## Patinoire
L'EHC Bayreuth joue ses matches à domicile à la Städtischen Kunsteisstadion Bayreuth. Elle a une capacité de 4 705 places dont 1 626 assises. La patinoire est ouverte le 22 décembre 1975 et reçoit un toit en 1981.